# Anselm Franz Strauß
Anselm Franz Strauß (* 20. April 1780 in Aschaffenburg; † 8. April 1830 ebenda) war ein deutscher Naturwissenschaftler, Hochschullehrer und Unternehmer.

## Leben
Strauß war ein Sohn des kaiserlichen Postverwalters Heinrich Strauß in Aschaffenburg. Er absolvierte ab 1798 eine pharmazeutische Lehre, zunächst bei Apotheker van Gulpen in der Aschaffenburger Schwanenapotheke, um 1803 bei Johann Bartholomäus Trommsdorff in Erfurt. 1804 bestand er eine naturwissenschaftliche Prüfung an der Karls-Universität Aschaffenburg. Im gleichen Jahr eröffnete er eine eigene Apotheke (Apotheke zum Vogel Strauß, 1813 verkauft). 1808 wurde er zum Professor der Chemie an der Karls-Universität ernannt. 1809 wurde ihm auch die Professur für Chemie an der dortigen Forsthochschule übertragen. Seit 1814 leitete er als Feldapotheker in Frankfurt am Main das Apothekenwesen in den Militärhospoitälern der Zentralhospitalverwaltung für Deutschland. Einen Ruf an das Hauptarzneiwarendepot in Ulm lehnte er wegen anderweitiger Verpflichtungen ab.
1819 wurde Strauß der provisorische Vortrag der gesamten Naturgeschichte (Chemie und Physik, Mineralogie, Zoologie und Botanik) am Aschaffenburger Lyzeum übertragen. Er führte den Titel eines Directorial-Assistenten und Lyzeal-Professors. Bei der Reorganisation der Forstlehranstalt 1819 erhielt er die Professur für Chemie und Physik.
1827 erteilte die königliche Regierung Strauß die Konzession zur Errichtung einer Steingutfabrik in der oberen Schnepfenmühle bei Aschaffenburg. Er musste den Betrieb aber wenig später wieder veräußern.

## Werke
- Vereinigte Feldpharmacopoe, mit beygefügten Tabellen. Frankfurt am Main 1815
- Wiedererneuerung und feierliche Eröffnung der Königlichen Baierischen National-Forstlehr-Anstalt zu Aschaffenburg. Ein Beitrag zur Geschichte dieses vaterländischen Institutes. Aschaffenburg 1820
- Chemisch-physikalische Abhandlung über einige forsttechnische Gegenstände. Aschaffenburg/Mainz 1821
- Chemie und Physik als Hülfsmittel bei dem Studium der Forstwissenschaft durch einige chemisch-forsttechnische Gegenstände. Aschaffenburg 1821
- Lehrbuch der besonderen und angewandten Physik: als Leitfaden bey seinen Vorlesungen entworfen. Mainz 1823
- Grundlehren der allgemeinen Chemie in Anwendung auf das Forstwesen für angehende Forstmänner und Kammeralisten. Erfurt/Gotha 1824